# Ripalta Arpina
Ripalta Arpina är en ort och kommun i provinsen Cremona i regionen Lombardiet i Italien. Kommunen hade 997 invånare (2018).